# Lasierra
Lasierra es un concejo del municipio de Ribera Alta, en la provincia de Álava, País Vasco (España).

## Despoblado
Forman parte del concejo los despoblados de:
- Hornillos.[1]
- Uxenevilla.[2]

## Historia
Hacia mediados del siglo XIX, el lugar, ya por entonces perteneciente a Ribera Alta, tenía contabilizada una población de veintiséis habitantes. Aparece descrito en el décimo volumen del Diccionario geográfico-estadístico-histórico de España y sus posesiones de Ultramar de Pascual Madoz con las siguientes palabras:

LASIERRA: l. del ayunt. de Ribera Alta en la prov. de Alava (á Vitoria 3 leg.), part. jud. de Añana (2), aud. terr. de Burgos:, c. g. de las Provincias Vascongadas, dióc. de Calahorra. sit. al pie y S. de un monte: clima frio, le combaten todos los vientos y no se conocen mas enfermedades que las estacionales. Tiene 5 casas, igl. parr. (Santiago) servida por un beneficiado cura, que tiene la obligacion de decir tambien misa los dias de precepto en el anejo de Nubilla: para el surtido del vecindario, hay una fuente de aguas comunes y saludables. El térm. confina N. Nubilla; E. Montevite; S. Villaluenga, y O. Antezana y Hereña, hallándose en su circunferencia un monte poblado de encinas. El terreno es flojo, sin que ofrezca nada de particular: los caminos locales y en mediano estado. prod.: trigo, cebada, avena y menuzales: cria de ganado cabrío y vacuno: caza de palomas torcaces. pobl.: 4 vec., 26 alm. riqueza y contr.: con su ayuntamiento. (V.)
(Madoz, 1847, pp. 93-94)

En 2022, tenía empadronados diecisiete habitantes.

## Demografía
| Gráfica de evolución demográfica de Lasierra entre 2000 y 2017 |
|                                                                |
| Población de derecho según los censos de población del INE.    |

## Patrimonio
Hay en el concejo una iglesia de Santiago.